# 加尔施帕赫
加尔施帕赫是奥地利上奥地利州格里斯基尔兴县的一个市镇。总面积6.18平方公里，总人口2641人，人口密度427.3人/平方公里（2005年）。